# Paradis provisoire
Pour plus de détails, voir Fiche technique et Distribution.
Paradis provisoire (hongrois : Ideiglenes paradicsom) est un mélodrame de guerre hongrois écrit et réalisé par András Kovács et sorti en 1981.
Le film est sélectionné en compétition au Festival international du film de Moscou 1981 où il remporte le prix d'argent.

## Fiche technique
- Titre français : Paradis provisoire[2]
- Titre original : Ideiglenes paradicsom[3]
- Réalisation : András Kovács
- Scénario : András Kovács
- Photographie : György Illés (hu)
- Montage : Ferencné Szécsényi
- Musique : György Vukán
- Décors : Tamás Vayer
- Production : MAFILM 1. Játékfilmstúdió
- Pays de production :  Hongrie
- Langue originale : hongrois
- Format : couleurs - Son mono - 35 mm
- Durée : 92 minutes
- Genre : mélodrame de guerre, film sentimental
- Dates de sortie : 
  - Union soviétique : juillet 1981
  - Hongrie : 24 septembre 1981

## Distribution
- André Dussollier : Jacques
- Edit Frajt (hu) : Vajda Klári
- László Szabó : László / Gérard
- Christian Van Cau : L'attaché français
- Ferenc Bács : Un colonel hongrois
- Csongor Ferenczy : Un capitaine hongrois
- Ágnes Bánfalvy : Márta
- Edit Soós : Tante Virágh
- Béla Paudits : Un prisonnier de guerre français